# Gheorghe Popescu-Ciocănel
Gheorghe Popescu-Ciocănel (n. 20 ianuarie 1913, Ploiești, România – d. 12 august 1944, Ploiești, România) a fost un pilot român de aviație, as al Aviației Române din cel de-al Doilea Război Mondial.
Lt. aviator Gheorghe Popescu-Ciocănel a fost decorat cu Ordinul „Virtutea Aeronautică” de Război cu spade, clasa Crucea de Aur cu 1 baretă (28 noiembrie 1941) cu următoarea justificare: „Pilot excepțional, observator foarte bun, a executat cele mai grele misiuni. Atacând de trei ori la sol, a distrus trei posturi de mitralieră A. c. A. și o baterie în marș. Într'o luptă aeriană, rănit la mână și spate, cu observatorul și mitralieurul mort, primește lupta și doboară un avion de vânătoare. Ieșind din spital cu rana nevindecată, continuă executarea de misiuni, refuzând concediu medical”.

## Decorații
- Ordinul „Virtutea Aeronautică” de Război cu spade, clasa Crucea de Aur cu 1 baretă (28 noiembrie 1941)[3]

## Legături externe
- Căpitanul Aviator Gheorghe Popescu-Ciocănel